# غينسفيل (جورجيا)
غينسفيل (بالإنجليزية: Gainesville, Georgia)‏ هي مدينة تقع في مقاطعة هال، جورجيا بولاية جورجيا في الولايات المتحدة. تبلغ مساحة هذه المدينة 75.4 (كم²)، وترتفع عن سطح البحر 381 م، بلغ عدد سكانها 33804 نسمة في عام 2010 حسب إحصاء مكتب تعداد الولايات المتحدة.

## توأمة
لغينسفيل (جورجيا) اتفاقيات توأمة مع:
- إيغر

## أعلام
- ويليام فيلدز
- إد دود
- سونغ كانغ
- رود كاميرون
- شارود كاري
- توماس مونتجومري بيل
- أيفي غريفين
- تومي هارون
- دوغ كولينز
- جيني آرثر

## وصلات خارجية
- http://www.gainesville.org/
- Cities & Counties - Georgia.gov